# UTC+4:51
UTC+4:51 was de tijdzone voor:
- Bombay tot 1955, toen de stad overschakelde naar de Indische Standaardtijd (UTC+5)